# 间里站
間里站（朝鲜语：／ Kan-ri yŏk */?）是朝鮮民主主義人民共和國平壤兄弟山区域的一個鐵路車站，属于平义线、平罗线和柴井线。

## 历史
- 1934年2月11日，落成使用。

## 邻近车站
平义线
西浦站 - 間里站 - 顺安站
平罗线
西浦站 - 間里站 - 中二站
柴井线
間里站 - 柴井站